# Radivoj (priimek)
Radivoj je priimek več znanih Slovencev:
- Andreja Radivoj (*1983), odbojkarica